# Gunung Manako
Gunung Manako is een bestuurslaag in het regentschap Serdang Bedagai van de provincie Noord-Sumatra, Indonesië. Gunung Manako telt 955 inwoners (volkstelling 2010).